# 烏隆他尼站
烏隆他尼站是位於泰國東北部烏隆府首府烏隆他尼的鐵路車站，該站於1941年6月24日開通，作為东北线孔敬-烏隆他尼段的一部分。截至2021年1月，每日有12列火車服務於烏隆他尼站。